# 志賀暁子
志賀 暁子（しが あきこ、1910年（明治43年）6月17日 - 1990年（平成2年）9月17日）は、日本の女優である。絶頂期に堕胎事件で有罪になったことで知られる。

## 来歴・人物
京都府生まれ。父は高級官僚、母は牧師であり第8代同志社総長の海老名弾正の縁戚にあたる。1924年、父親の台湾総督府への赴任にともない、台北の高等女学校へ進学。ピアニスト志望の文学少女であったという。実母とは女学校2年の時に死別。長崎の活水女学校へ転校、クリスチャンになる。まもなく父は再婚した。女学校卒業後、一家で世田谷区へ転居。音楽学校への進学を希望していたが、父は反対。これには家産が傾いていた事も影響していた。
音楽学校の学費を自ら捻出すべく、家出して日本橋のユニオン・ダンスホールでダンサーとなったが、ダンスホールに来た客で、のちに彼女の愛人になった人気俳優の中野英治の推薦で1929年帝国キネマと19歳の時に映画出演契約。「城えり子」の芸名で、若き血に燃ゆる者(1930年公開・木村恵吾監督・中野英治主演)で映画デビューが決まった。しかし同年、撮影が始まって間もないある日、中野の妻である人気女優の英百合子が撮影所の表門で、夫の不倫相手である彼女をいきなり衆人環視の中で何度も激しく殴打するという事件が起きた。志賀は抵抗せずに殴られっぱなしだった。中野は妻の英とも、愛人の志賀とも直ぐに別れることになった。その後、銀座でのバーの経営を経て、新興キネマの専属女優となった。
1933年（昭和8年）、入江プロの映画「新しき天」（阿部豊監督）で、混血児・英里子役でデビュー。芸名は「志賀暁子」、映画監督の木村恵吾が命名した。
1934年（昭和9年）、主演映画「霧笛」により、一躍「銀幕スタア」の仲間入りを果たす。私生活は、素肌に裏地が赤い絹の黒マントを着て夜の銀座を歩くというスタアらしいものだった。
1935年（昭和10年）、千恵プロで『情熱の不知火』（村田実監督）に出演。片岡千恵蔵の相手役を務めた。
1936年（昭和11年）、堕胎罪等で逮捕される。裁判の結果、懲役2年、執行猶予3年の判決が下った。
1937年（昭和12年）6月26日、志賀は聖路加病院に入院していたが、映画監督の村田実の病状急変を聞き駆け付ける。6月29日に行われた各社撮影所による合同映画葬にも参列した。同年、『美しき鷹』（田中重雄監督、菊池寛原作）で映画復帰。
1938年（昭和13年）秋、新興キネマを退社。舞台女優としてプロレタリア劇団の新協劇団に参加するが、軍部弾圧により劇団が解散させられたため、中野英治らと翌年秋まで地方巡演などの活動に移行する。
1939年（昭和14年）、南旺映画で『空想部落』（千葉泰樹監督）に出演。以後、東宝系の映画に出演。
1943年（昭和18年）、大学卒業直後の佐藤誠三と結婚、1児を授かる。佐藤は福島の資産家の息子だったが、肺病のため妻子を連れて実家に身を寄せ、暁子は結婚に反対する佐藤の両親から辛く当られた。
1948年（昭和23年）、佐藤と死別後、幼子を連れて上京。
1950年（昭和25年）に大泉映画『狼人街』（佐伯幸三監督）で再度映画に復帰。進駐軍の日本語教師で生計を支えながら、大映映画に出演。マダム役が多かった。1957年（昭和32年）の『永すぎた春』を最後に芸能界から遠ざかった。

## 家族
- 父・竹下康之 ‐ 熊本県植木町出身。内務省、逓信省など長く官界にあり、群馬県警部長、東京郵便電信局長、京都郵便電信局長などを務め、台湾総督府内務部文官、台南国語伝習所所長、澎湖郡守などを経て、実業家に転じ、博愛生命保険社長などを務めた[4][5][6][7][8][9]。京都郵便局長時代には艶聞が報じられたこともあった[10]。晩年は病を得て小田原の別邸で暮らした[11]。
- 母・寿美子(旧姓森本) ‐ 熊本バンドの一員であり、熊本洋学校から同志社へ進み、親戚の海老名弾正家に引き取られ、弾正の妻海老名みや(横井小楠の娘)の大叔母にあたる矢嶋楫子が校長を務める女子学院で学んだ[4]。
- 兄・竹下康久 ‐ 詩人、文筆家。井伏鱒二や正岡容らと交流があった[12][11]。太宰治が富岳百景に井伏が放屁したと書いたのを見て、太宰に取消を要求すべきだという手紙を一読者として井伏に送り[13]、正岡にも、随筆「京洛名所図会」に感激してファンレターを送り、その後親しく交友した[11]。

## エピソード

### 幻のデビュー
「城えり子」として女優デビューが決まり、撮影を始めていた頃、志賀はイギリス人青年ロナルド・アデーアと、結婚を前提に交際していた。デビュー作の撮影中、志賀はロナルドからの駆け落ちの誘いを断り切れず出奔、城えり子としてのデビューは幻に終わった。
かねてから、貿易商であるロナルドの父は二人の結婚に反対していた。ロナルド主導による強引な駆け落ちは、父の説得の為であった。しかしながらロナルドの父の翻意は叶わず、志賀とロナルドは離別した。なお、志賀が銀座でバーを開店する際には、ロナルドから資金が提供された。

### 堕胎事件
志賀は、昭和初期に2度の堕胎を経験している。一度目は1933年（昭和8年）、銀座でバーを経営していた頃に知り合った実業家・川崎との間の子で、二度目は1934年（昭和9年）で、デビュー作の監督である阿部豊との子であった。どちらとも婚姻前の妊娠であったが、川崎は妻と死別後、阿部は妻と離別後の交際であった。そして、両人とも志賀と関係を持つ前に結婚を仄めかし、更には両人とも志賀の妊娠後にこれを迷惑とした。
志賀の堕胎発覚は、1935年（昭和10年）、二度目の中絶を請け負った産婆の交際相手の仲間が別件逮捕され、その際の供述が端緒となった。産婆の交際相手は、志賀や、志賀のかつての交際相手の川崎を恐喝していた。他にも恐喝してきた者があったという。
スター女優が嬰児殺しの罪で捕らえられた、という衝撃的なニュースは、虚実織り交ぜられて大きく報道された。発覚の10日後には志賀自身が新聞紙上に「告白」と「手記」を発表、これまでの半生と2度の堕胎について触れ、「映画女優として身を立てるにはパトロンを得る事と監督の愛を同時に得る事が絶対的に必要なのです。これがなかったら如何なる芸、如何なる美貌の持主でも駄目なのです」と述べ、堕胎しか道がなかったことを説明した。貞操観念や母性本能の欠如を糾弾される一方で、女性側のみ罪を問われるのは理不尽であるという声も上がった。
翌年7月から始まった裁判中も同様であった。検事の井本台吉は小説『女の一生』（山本有三著）を引き合いにして、この主人公・允子の様に、たとえ私生児を身籠もったとしても産み育てるのが女性として当然であり、それを実行しなかった志賀は女性として欠けている点があると主張した。
一方、弁護士の鈴木義男は、志賀と允子との立場の違いを指摘し、一概に小説の内容を当てはめて志賀の人格を疑うことに対して異議を唱えた。更に、『復活』（トルストイ著）を引き合いに出し、主人公・カチューシャの裁判の陪審員であるネフリュードフと同じ、強い立場の男性がカチューシャを批判する資格はない、と反論した。そして、本件は"人間の宿命的人生の悲劇"として法律だけで解決できないと主張し、実際の志賀は映画の中の妖婦の類とは違うとして情状酌量を訴えた。
最終的に、志賀へは懲役2年（執行猶予3年）、産婆へは懲役2年（執行猶予5年）の判決が下った。貞操観念、良妻賢母といった言葉が強力に推奨されていた時代にありながら、情状酌量が認められた判決であった。
作家の宮本百合子は、1936年（昭和11年）の国民新聞紙上で、女性側の過失ばかりが責められ、相手の男は地位と金とでもって社会で十分保護され、法律の上では何の苦痛をも受けていないこと、また、給金は少ないのに派手に振舞わなければならない映画会社の無理を強いるスター製造法について疑問を呈した。裁判中に判事がその著書を引用した山本有三は第5回公判直後に、「検事の論告と『女の一生』」と題された新聞の連載記事で「被告に母性愛が欠けているとは思えない」とし、菊池寛も同情を寄せた意見を述べた。
翌1937年には『婦人公論』1月号で広津和郎が「石もてうつべきや」と弁護論を展開、それに反発した久米正雄は『改造』2月号で、阿部豊の「誰の子か分からない」という談話を元に志賀を批判した。それに対し鈴木弁護士が『文芸春秋』3月号で再反論するなどし、文壇を巻き込んだ論争となった。

## 著書
- 『われ過ぎし日に 哀しき女優の告白』（1957年、学風書院）

## ドラマ化
- 『わたしの名は女です』 - 主演・大原麗子で1984年にNHKでドラマ化された。
- 『過ぎし日々』 - 2003年に劇団キンダースペース 方の会によって舞台化された[15]。